# Natalia Kills
Natalia Kills o Natalia Verbalicious, pseudonimo di Natalia Noemi Sinclair, detta Teddy (nata Natalia Noemi Cappuccini; Bradford, 15 agosto 1986), è una cantautrice e attrice britannica.
Conosciuta precedentemente con i nomi d'arte Natalia Kills e Natalia Cappuccini, nel 2016 crea la band Cruel Youth, di cui ne è attualmente la leader. I suoi maggiori successi sono stati riscossi con i singoli Mirrors (2010) e Free (2011), quest'ultimo in collaborazione con Will.i.am. Il suo più grande successo commerciale arriva però collaborando con gli LMFAO nel singolo Champagne Showers del 2011; quest'ultimo diventa una hit internazionale, raggiungendo la top 10 in numerosi paesi del mondo.

## Carriera

### Gli esordi
Nata da padre afro-giamaicano e madre uruguaiana, ha debuttato nel mondo dello spettacolo da giovanissima partecipando in numerosi programmi televisivi inglesi come: New Voices, la sitcom All About Me (dove ha interpretato il ruolo di Sima per tutte e tre le serie) e facendo varie apparizioni in varie serie tv come The Archers, Casualty, Coronation Street, Doctors, Blue Murder, No Angels, Testimoni silenziosi, Tripping Over e Cape Wrath - Fuga dal passato.
Ha incominciato a farsi conoscere nel mondo della musica con numerosi nomi d'arte: Verbz, Verbalicious e Verse. Con il nome d'arte Verbalicious il 21 febbraio 2005 ha pubblicato il suo primo singolo Don't Play Nice attraverso l'etichetta discografica All Around the World Productions, che ha raggiunto l'11ª posizione in Regno Unito. Ha utilizzato invece il nome Verse nel 2008 quando ha pubblicato il singolo They Talk Shit About Me con M. Pokora, che ha raggiunto la #24 in Francia. Ha utilizzato inoltre il nome Verbz sempre nel 2008 quando è riuscita a raggiungere la prima posizione degli artisti senza contratto su MySpace grazie a due pezzi: Shopaholic e Swaggeriffic, che hanno anche suscitato l'interesse di Perez Hilton tanto da parlare di Natalia nel suo noto blog.

### 2008-2011: Il primo albumPerfectionisteChampagne Showers
Nel 2008 viene scoperta da Will.i.am e grazie a lui riesce a firmare un contratto con la Cherrytree/Interscope Records. Ha suscitato interessi soprattutto l'EP indipendente Womannequin, pubblicato su iTunes sotto il nome di Natalia Cappuccini.
Successivamente Natalia, insieme alla casa discografica, si misero alla ricerca di un nuovo nome d'arte più "diretto" e "descrittivo", la risposta fu Natalia Kills. Il 29 ottobre 2009 viene presentato sul sito ufficiale della Cherrytree Records il video ufficiale del suo primo singolo promozionale: Zombie, pubblicato poi ufficialmente il 21 dicembre. Il 13 aprile pubblica un secondo singolo promozionale Activate My Heart, che però non è poi rientrato nella tracklist finale dell'album. Natalia produce e dirige anche una mini-serie intitolata "Love Kills xx"; la prima serie, composta da 10 episodi, ha debuttato il 26 aprile 2010 nel sito della Cherrytree. Le puntate della serie sono state trasmesse sul sito ogni lunedì, è attualmente prevista una futura seconda stagione. Sempre nel 2010 apre le date europee di Kelis e quelle nordamericane di Robyn (che ha poi continuato nel 2011). Il 10 agosto 2010 viene pubblicato il primo singolo ufficiale dall'album: Mirrors, che ottiene un ottimo successo in Germania, Austria e Polonia. Natalia ha anche duettato con i Far East Movement nella loro canzone 2 is Better.
Il primo aprile 2011 viene pubblicato il suo primo album Perfectionist, che vede alla produzione nomi del calibro di Akon, Jeff Bhasker, Theron Feemster, Fernando Garibay, will.i.am e Cherry Cherry Boom Boom. Il secondo singolo ufficiale è stato Wonderland, che appartiene anche alla colonna sonora del film Beastly. Il terzo singolo estratto è Free, in collaborazione con will.i.am, che riscuote un ottimo successo particolarmente in Austria.
Nel 2011 collabora con gli LMFAO, per il singolo Champagne Showers (dell'album Sorry for Party Rocking); questo singolo riscuote un successo enorme, soprattutto in Australia dove vende più di 200.000 copie.

### 2012-2013:Trouble
Nel settembre del 2012 Kills, aggiornando il suo sito ufficiale, annuncia l'uscita del primo singolo promozionale estratto dal secondo album in studio Trouble cominciando quindi la promozione dell'album stesso. Il singolo è Controversy, il cui video vede la pubblicazione il 13 settembre nel suo canale personale di YouTube, suscitando discreto successo.
Il 6 marzo 2013, Natalia annuncia l'uscita del primo singolo ufficiale, Problem, pubblicato il 12 marzo successivo. Il video è pubblicato il 25 giugno. Il 2 luglio viene pubblicato il secondo singolo Saturday Night e il 10 luglio viene pubblicato il video ufficiale.
Trouble è stato pubblicato il 3 settembre 2013 e nell'album sono presenti 13 tracce.

### 2015-in corso: X Factor Nuova Zelanda, la polemica e Teddy Sinclair
Nel 2015, Natalia Kills e suo marito Willy Moon partecipano all'edizione neozelandese del talent show X Factor in qualità di giudici. Durante la prima puntata, al momento di giudicare l'esibizione del concorrente Joe Irvine, Natalia Kills lo attacca pesantemente e si unisce a lei anche il marito. A seguito degli insulti propinati all'aspirante cantante, il web si è scatenato contro di lei lanciando l'hashtag "#NataliaKillsHerCarreer". Natalia Kills e Willy Moon verranno per questo prontamente allontanati dal programma.
A partire da luglio cambia ufficialmente il proprio nome d'arte da Natalia Kills a Teddy Sinclair.
Agli inizi del 2016 Natalia dà vita con suo marito Willy Moon al progetto Cruel Youth, che debutta pubblicando il singolo Mr. Watson.

## Discografia

### Album in studio
- 2011 – Perfectionist
- 2013 – Trouble

### EP
- 2008 – Womannequin (come Natalia Cappuccini)

### Singoli
- 2009 – Zombie
- 2010 – Activate My Heart
- 2010 – Mirrors
- 2011 – Wonderland
- 2011 – Free (featuring will.i.am)
- 2011 – Kill My Boyfriend
- 2012 – Controversy
- 2013 – Problem
- 2013 – Saturday Night

### Collaborazioni
- 2008 – They Talk Shit About Me (con M. Pokora)
- 2011 – 2 Is Better (con i Far East Movement e Ya Boy)
- 2011 – Champagne Showers (con i LMFAO)
- 2011 – No Champagne (con Frankmusik)
- 2011 – 1974 (con The Knux)
- 2012 – Lights Out (Go Crazy) (con Junior Caldera e i Far East Movement)
- 2012 – You Can't Get In My Head (If You Don't Get In My Bed) (con Dj Tatana)